# باتريسيو غوزمان
باتريسيو غوزمان (بالإسبانية: Patricio Guzmán)‏ هو مونتير ورسام وكاتب سيناريو ومخرج وممثل تشيلي، ولد في 11 أغسطس 1941 بسانتياغو في تشيلي.

## وصلات خارجية
- باتريسيو غوزمان على موقع IMDb (الإنجليزية)
- باتريسيو غوزمان على موقع مونزينجر (الألمانية)
- باتريسيو غوزمان على موقع ألو سيني (الفرنسية)
- باتريسيو غوزمان على موقع أول موفي (الإنجليزية)
- باتريسيو غوزمان على موقع قاعدة بيانات الأفلام السويدية (السويدية)
- باتريسيو غوزمان على موقع قاعدة بيانات الفيلم (الإنجليزية)
- باتريسيو غوزمان على موقع كينوبويسك (الروسية)